# Brigade E5: New Jagged Union
Brigade E5: New Jagged Union (tiếng Nga: Бригада Е5: Новый Альянс) là trò chơi máy tính thuộc thể loại nhập vai chiến thuật thời gian thực được phát triển bởi nhà phát triển Aperion của Nga. Game được phát hành vào năm 2005 tại Nga và ngày 17 tháng 10 năm 2006 ở Bắc Mỹ. Trò chơi nhận được đánh giá tệ hại từ giới phê bình và chỉ xếp hạng 41 trên 100 từ Metacritic, nhưng vẫn có điểm người dùng chấm là 7.6 trên 10 trong cùng một nguồn. Mark Birnbaum của IGN đã gọi nó là "không phóng đại... một trong những trò chơi tồi tệ nhất mà tôi từng chơi ". Những game thủ chuyên nghiệp lại thích game này vì tính hiện thực, chiến thuật và các chi tiết vũ khí của nó. Phần tiếp theo 7.62mm đã được phát hành tại châu Âu vào ngày 12 tháng 9 năm 2008 và được phát hành ở Bắc Mỹ vào cuối năm 2008.